# アルフレド・ベリストレム
アルフレド・ベリストレム（Alfred Maurits Bergström、1869年1月15日 - 1930年11月15日
）はスウェーデンの画家である。スウェーデン王立美術院の教授を務めた。油絵、水彩画を描き、版画も制作した。

## 略歴
ストックホルムの版画家の息子に生まれた。弟のオスカル・ベリストレム(Oscar Bergström: 1874-1931)はオペラ歌手になった。父親から、美術を学び、1887年から1889年の間は、スウェーデン王立美術院で学び、卒業制作で金メダルを受賞し、奨学金を得て、1894年から1895年の間、国外留学し、フランスや北アフリカ、オランダで修行した。スウェーデンに帰国後は海などの風景画を描き、都会の風景も描いた。
1898年から1901年の間、アカデミーで教え、1900年にアカデミーの会員に選ばれ、1910年に教授の称号を得た。1911年から1913年の間、スウェーデン芸術家協会(Svenska konstnärernas förening)の会長を務めた 。
1908年から、カール・ラーション、ゴットフリート・カルステニウス、グスタヴ・セーデルストレムらと、王立演劇場(Royal Dramatic Theatre)のロビー（ホワイエ）の壁画を制作した。
主に風景画を描き、冬の風景を得意とした。

## 作品

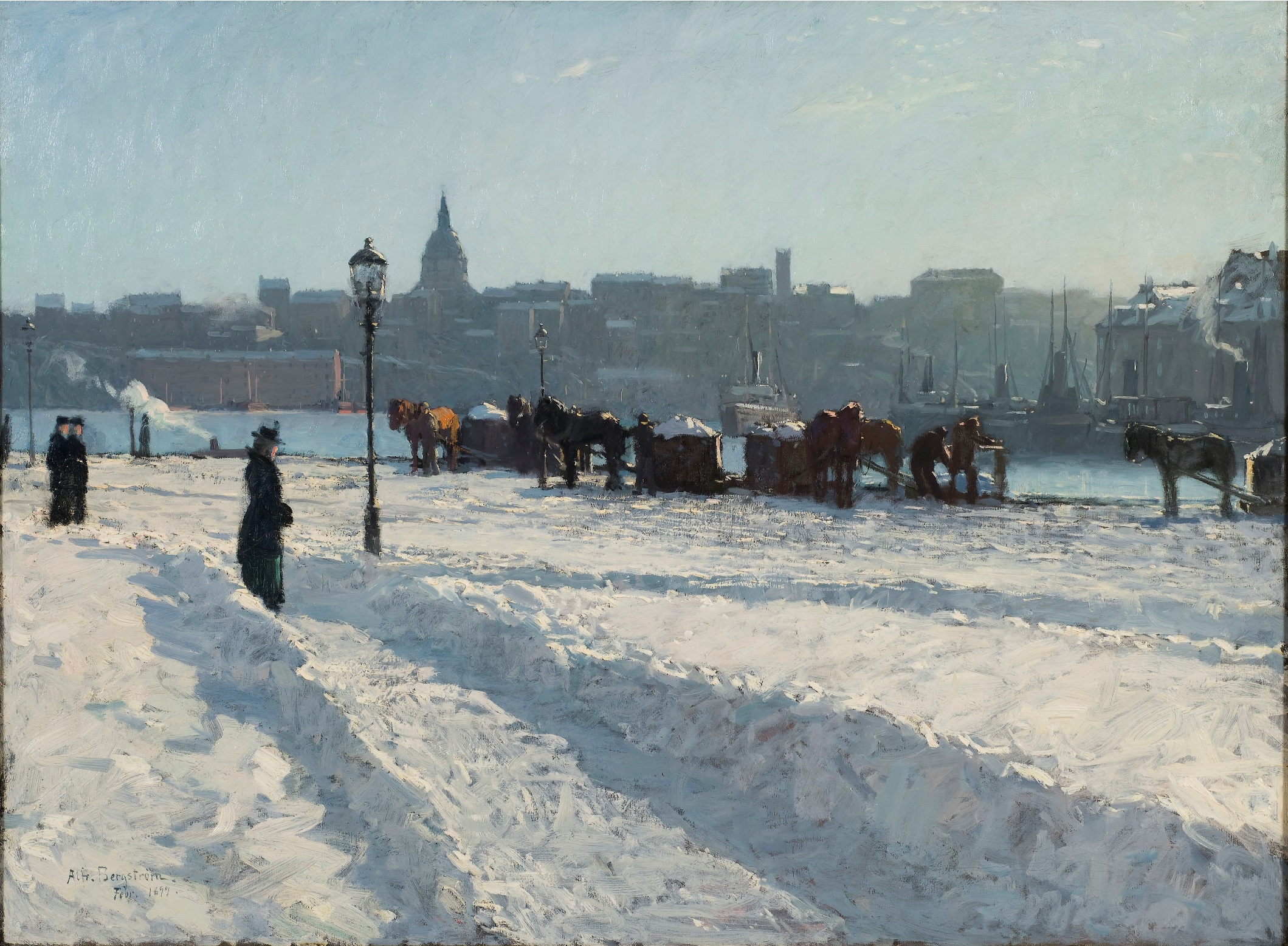
ストックホルムの冬の風景
シェップスホルメン島の冬
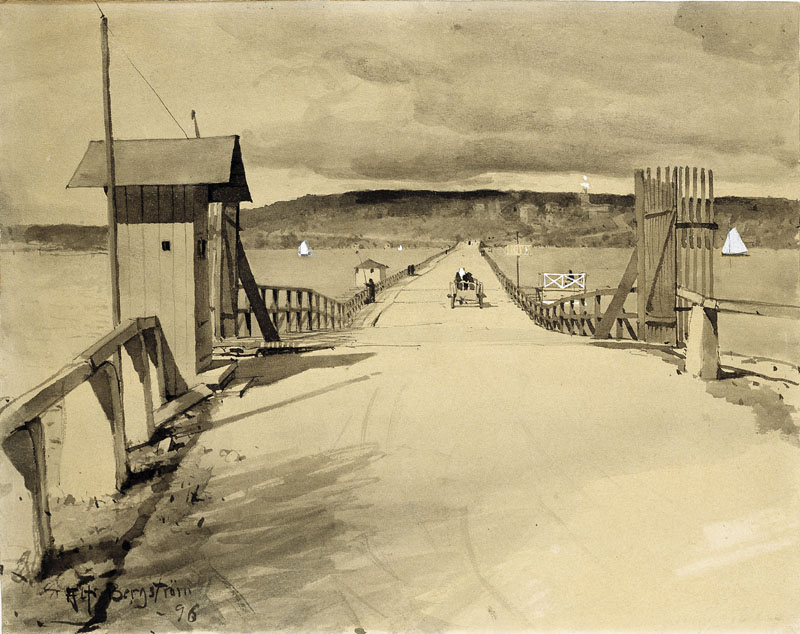
Lidingöbro en flottbro i trä